# Hollands Glorie
Hollands Glorie ist ein Buch von Jan de Hartog. Das Buch wurde 1940 herausgegeben und 1976 als Fernsehserie verfilmt. Eine deutsche Übersetzung des Buches erschien 1947 unter dem Titel Hollands Glorie. Roman aus der Seeschleppfahrt., ebenso wurde das Buch in Deutschland unter dem Titel Jan Wandelaar veröffentlicht.

## Inhalt
Hollands Glorie, roman van de zeesleepvaart von Jan de Hartog ist ein Roman mit dem Thema Schifffahrt, hier speziell der Seeschleppfahrt. Das Buch beschreibt das schwere, gefährliche und zudem schlecht bezahlte Leben in der Seeschleppfahrt. Die Geschichte spielt zu Beginn des 20. Jahrhunderts zwischen 1906 und 1920. Hauptperson ist der Seemann Jan Wandelaar. Wandelaar beginnt als Matrose, steigt auf zum Steuermann und wird schließlich ein international bekannter Kapitän in der Seeschleppfahrt. Die Geschichte beschreibt Jan Wandelaars Weg nach oben, auf dem er zahlreiche Rückschlägen erleidet. Er wird entlassen, verliert sein Haus, seine Frau Nellie stirbt, er kommt ins Gefängnis und seine zweite Frau Reckie wird an Bord erschossen. Wandelaar wird beschrieben als ein harter aber integrer Seebär, der trotz aller Rückschläge nicht aufgibt. Der rote Faden der Geschichte ist Wandelaars Kampf mit der Reederei Kwel & Co, die verantwortlich ist für die meisten seiner Rückschläge. Im Lauf der Geschichte startet Wandelaar seinen eigenen Seeschleppfahrtbetrieb Wandelaar & Co, anfangs mit einem Schiff, aber rasch kommt ein zweites dazu. So wird er zum direkten Konkurrenten von Kwel & Co. Zuletzt schließt er aber Friede mit Kwel & Co, er schlägt vor die Betriebe zu fusionieren unter der Bedingung, dass der bisherige Leiter Kwel seinen Posten abgibt.

## TV-Serie

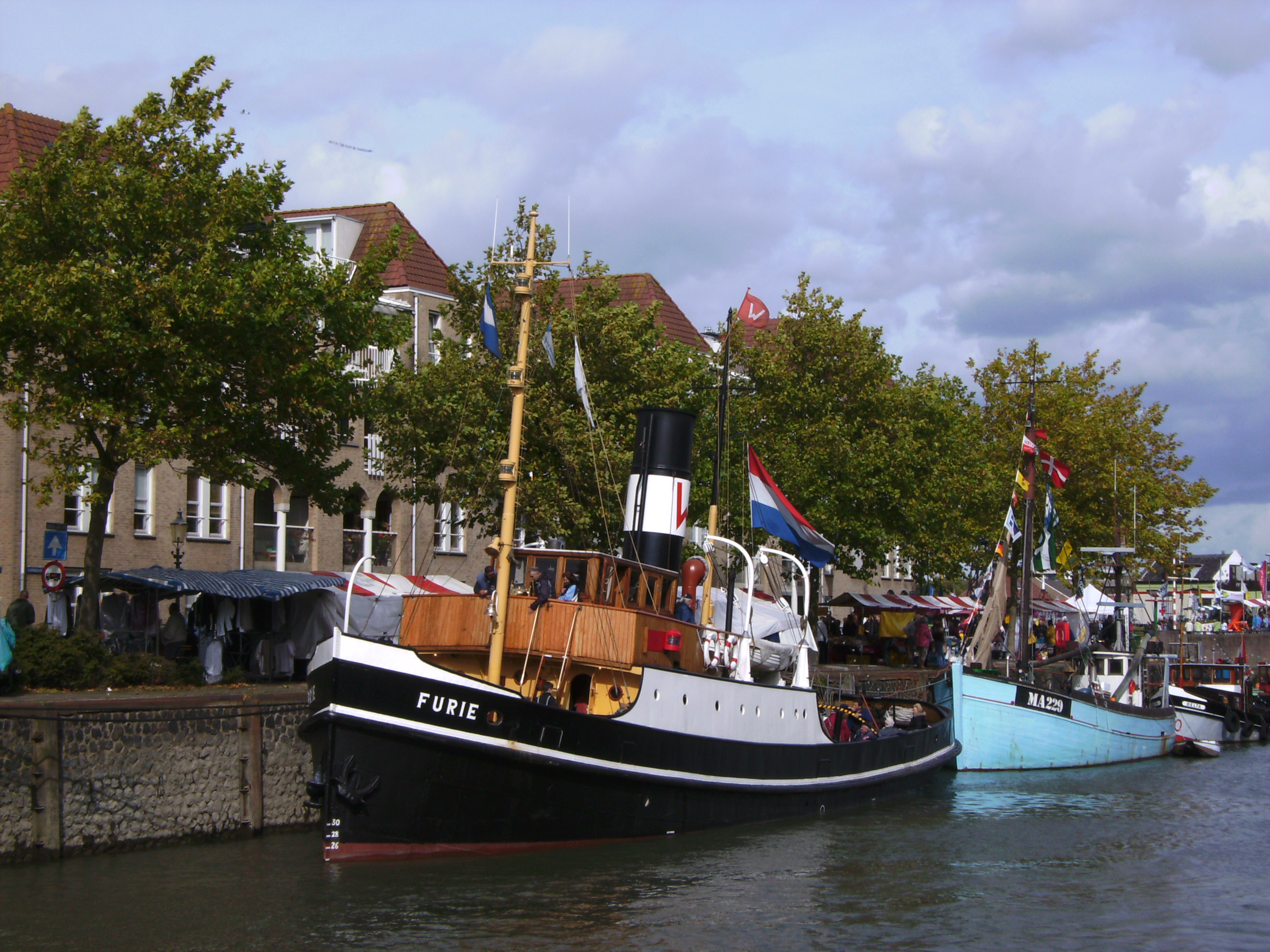
Die Furie, das Seeschleppboot aus der Fernsehserie

1976 wurde das Buch als Fernsehserie verfilmt. Im November 2008 erschien die Serie auf DVD (bislang nur niederländisch).

## Hollands Glorie
Hollands Glorie erschien 1940  im Zweiten Weltkrieg, das Buch hat zwar keinen politischen Inhalt, aber es wurde durch den Titel zum Bestseller in den besetzten Niederlanden und zum Symbol gegen die deutschen Besatzer. De Hartog musste daher untertauchen und flüchtete nach England.

## Weblink
- Der niederländische Text von Hollands Glorie in der DBNL Digitale bibliotheek voor de Nederlandse letteren